# Màquina elèctrica
Una màquina elèctrica és un tipus de màquina que és capaç de convertir l'energia electromecànica. Podem trobar tres tipus de màquines elèctriques. Els generadors, que transformen l'energia mecànica en elèctrica; els motors, que transformen l'energia elèctrica en mecànica; i els transformadors, que transformen l'energia elèctrica d'entrada amb determinades magnituds en una altra diferent.
Les màquines elèctriques en forma de generadors, produeixen virtualment tota l'energia elèctrica a la Terra, i en forma de motors elèctrics consumeixen aproximadament el 60% de tota l'energia elèctrica produïda. Les màquines elèctriques es van desenvolupar a partir de mitjans del segle xix. El desenvolupament de la tecnologia de la màquina elèctrica més eficient és crucial per a qualsevol conservació global, l'energia verda, o l'estratègia d'energia alternativa.

## Introducció
Les màquines elèctriques són el resultat d'una aplicació intel·ligent dels principis del electromagnetisme i, en particular, de la llei de la inducció de Faraday. Les màquines elèctriques es caracteritzen per tenir circuits elèctrics i circuits magnètics entrellaçats. Durant tot el procés històric del seu desenvolupament, van tenir un paper rector que determinava el moviment de tota l'enginyeria elèctrica, i la seva aplicació estava al servei dels camps relacionats amb la generació, transport, distribució i utilització de l'energia elèctrica. Les màquines elèctriques realitzen una conversió d'energia d'una forma a una altra, una de les quals almenys és elèctrica.

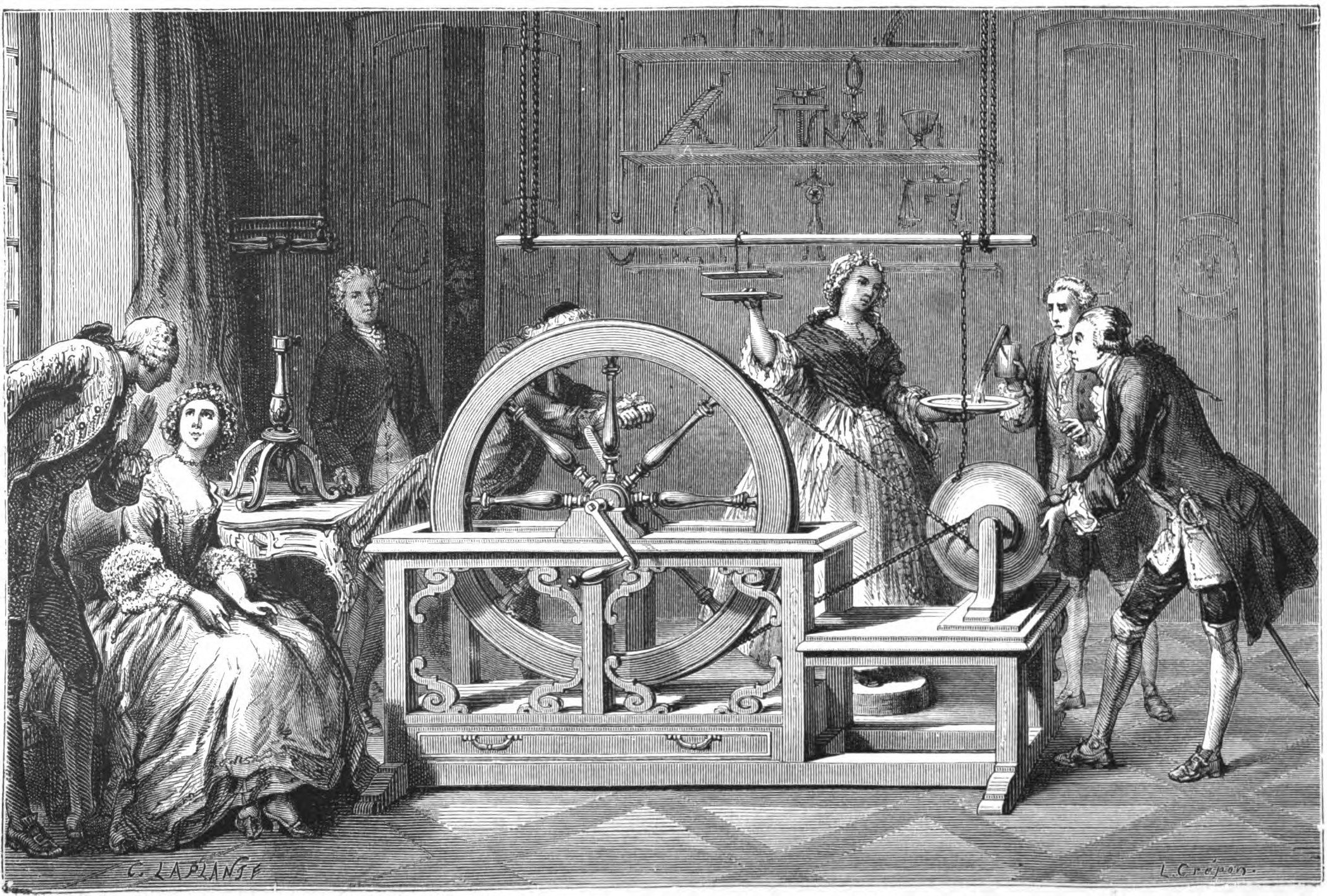
Màquina elèctrica de Nollet.

D'acord amb aquest punt de vista energètic, és possible classificar-les segons tres tipus fonamentals:
1. Generador: Que transforma l'energia mecànica en elèctrica. L'acció es desenvolupa pel moviment d'una bobina en un camp magnètic, resultant una força electromagnètica induïda que al aplicar-la al circuit extern produeix una corrent que interacciona amb el camp i desenvolupa una força mecànica que s'oposa al moviment.
2. Motor: Que transforma l'energia elèctrica en mecànica. L'acció es desenvolupa introduint una corrent en la màquina gràcies a una font externa que interacciona amb el camp produint un moviment de la màquina. Apareix llavors, una força electromagnètica induïda que s'oposa al corrent i que, per això, es denomina força contraelectromotriu. En conseqüència, el motor necessita una energia elèctrica d'entrada per produir l'energia mecànica corresponent.
3. Transformador: Que transforma una energia elèctrica d'entrada amb determinades magnituds de tensió i corrent en una altra energia elèctrica de sortida amb magnituds diferents.

Els generador i motors tenen un accés mecànic i per això són màquines dotades de moviment, que normalment és de rotació. Per contra, els transformadors són màquines de que tenen únicament accessos elèctrics i son màquines estàtiques.
Cada màquina en particular, compleix el principi de reciprocitat electromagnètica, fet que significa que son reversibles, podent funcionar com a generador o com a motor. L'estudi de les màquines elèctriques ha experimentat grans canvis al llarg de la història. L'anàlisi tradicional consistia en estudiar independentment cada una de les màquines, destacant les diferències entre elles des del punt de vista de funcionament, disseny, construcció, etc. Actualment, però, i a partir dels estudis de Park i de Kron, s'han exposat teories generalitzades i unificades, donant lloc a una sèrie de textos ja clàssics en aquesta matèria gràcies a Woodson, Adkins, Jones, Gibbs, etc., on es destaquen més les analogies que les diferències. Així es permet una anàlisi transitòria d'aquestes màquines a base d'equacions de circuit del tipus matricial i tensorial.

## Tipus de màquines elèctriques
| Síncrones  | Generador Motor Compensador                        |
| Asíncrones | Motor Generador Compensador                        |
| ---------- | -------------------------------------------------- |
| Commutades | Motor monofàsic en sèrie Convertidor de freqüència |

| Commutades | Generador Motor Compensador |
| ---------- | --------------------------- |

| Commutades | Motor universal Convertidor |
| ---------- | --------------------------- |

Totes les màquines tenen un circuit magnètic i un circuit elèctric, les màquines rotatòries a més tenen una part fixa, anomenada estator i una part mòbil, anomenada rotor.
Les màquines elèctriques consten d'una sèrie de pols que coincideixen amb els borns de connexió del o dels circuits elèctrics de la màquina.

### Generadors
Els primers generadors d'energia elèctrica van ser les piles químiques de Volta, que produïen una força electromagnètica d'amplitud constant denominada corrent contínua. Per aquesta raó, els físics i enginyers de la primera mitat del segle xix que varen treballar amb aquests elements galvànics, pretenien aconseguir també una màquina elèctrica rotativa que subministrés corrent continua. El període fonamental del desenvolupament del generador elèctric, en el curs del qual aquesta va obtenir tots els trets de la màquina moderna, inclou el temps comprès entre els anys 1831 i 1886, en els quals es van produir les quatre etapes del desenvolupament següent:
1. Màquina magnetoelèctrica amb imants permanents.
2. Ús d'electroimants amb excitació independent a les màquines.
3. Màquines elèctriques amb autoexcitació i induïts elementals.
4. Màquines elèctriques autoexcitades amb induïts perfeccionats i sistema magnètic multipolar.

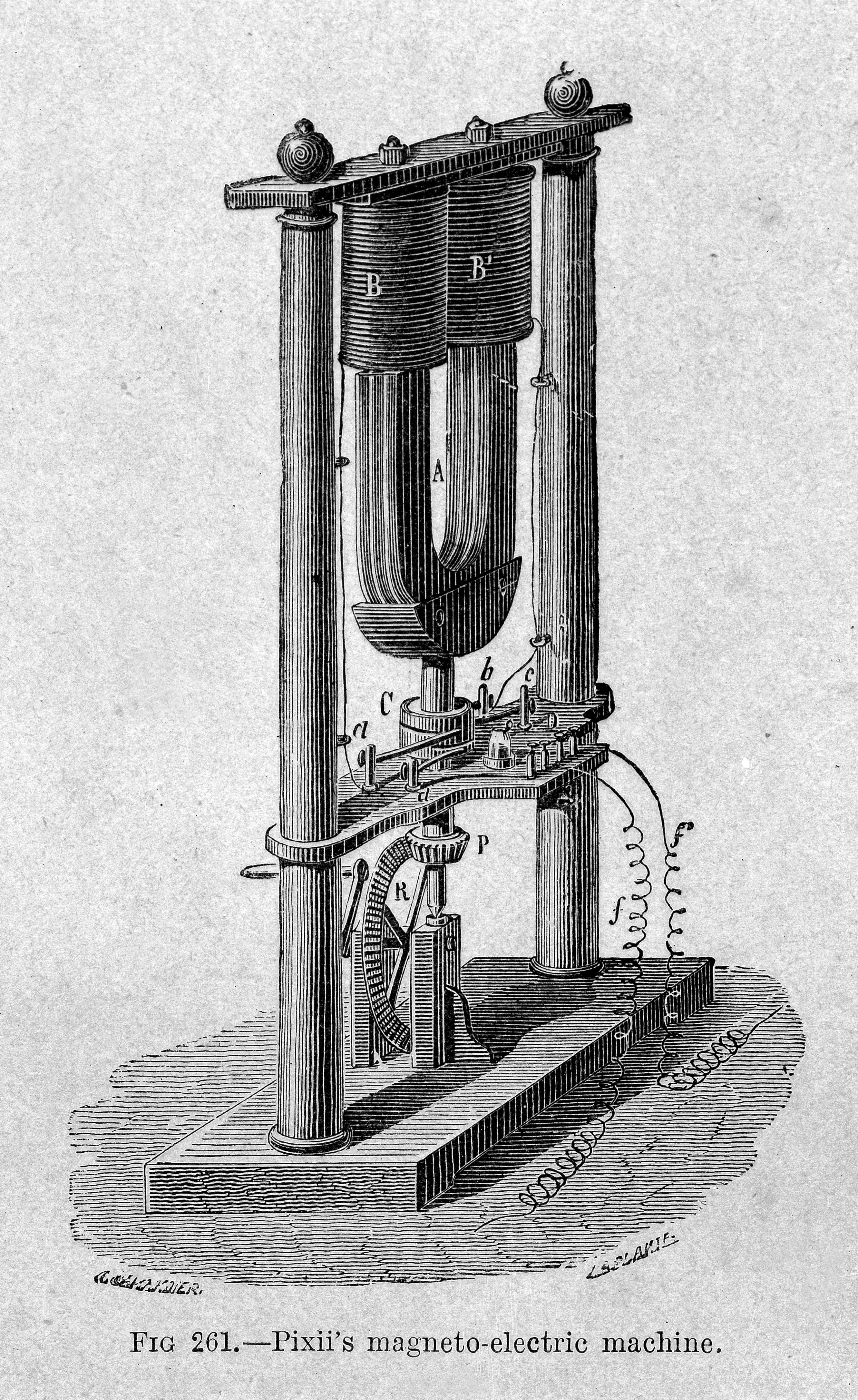
Màquina electromagnètica de Pixii.

La primera fase comprèn des del 1831 i el 1851. En aquest període, la màquina elèctrica, que inicialment representava una experiència de laboratori, es va anar transformant fins a aconseguir un model semi industrial amb aplicacions a electroquímica i enllumenat. Michael Faraday després de descobrir el principi de la inducció magnètica al 1831, va realitzar experiències amb bobines i solenoides. El novembre de 1831, va construir una nova màquina elèctrica. Era un disc de coure de 12 polzades de diàmetre i 1’5 polzades d'espessor que girava sobre un eix horitzontal, dins del camp magnètic d'un potent electroimant. Al col·locar una banda conductora fregant la perifèria del disc i una altra sobre l'eix, va comprovar amb un galvanòmetre unit a aquestes bandes que s'obtenia una desviació del mateix. D'aquesta manera, Faraday demostrava la producció d'electricitat mitjançant imants permanents. Als pocs mesos, al juliol de 1832, va construir una màquina de tipus oscil·lant que era poc pràctica però demostrava un efecte motor.
Aquell mateix any, Hippolyte Pixii de Paris, va construir la primera màquina magnetoelèctrica generadora que produïa un corrent altern. No obstant, a aquest senyal altern no se li veia aplicacions pràctiques, ja que tenia una forma d'ona diferent a la que es coneixia de les piles de Volts. Pixii va millorar més endavant aquesta màquina assessorat per Ampère i va idear un commutador primitiu per rectificar l'ona resultant i convertir-la en una ona unidireccional.
Al 1833 l'anglès William Ritchie va construir una màquina magnetoelèctrica amb col·lector invertit, que també donava lloc a un senyal unidireccional. Aquell mateix any va aparèixer la màquina de Saxton que constava d'un imant en ferradura col·locat en posició vertical i dins dels seus pols girava un induït amb quatre bobines des d'on s'obtenia corrent altern.
Clarke al 1835 va construir una màquina similar però dotada d'un commutador especial per obtenir corrent continu. Andreas Von Ettingshausen al 1837 i Poggendorf al 1838 van idear també diferents tipus de mecanismes per la rectificació de la corrent.
Al 1841, Woolrich va construir una màquina multipolar per la electroquímica que tenia el doble de bobines que de pols, significant un avantatge a l'hora d'utilitzar més bobines i que la tensió de sortida del commutador fos menys pulsatiu i intermitent i s'assemblava més al corrent continu.
Jean Antoine Nollet al 1849, va dissenyar una màquina de corrent altern que va ser perfeccionada per Holmes construïda per la firma “L'Alliance”. Amb l'aprovació de Faraday, Holmes va construir una màquina perfeccionada de corrent continu, que es va mostrar al públic a l'exposició internacional del 1862. Es tractava d'una màquina multipolar dotada amb un gran commutador, amb 160 bobines i 60 imants disposats en tres cercles, presentant cada un 40 pols. Aquesta, màquina es va exportar a diversos països fent-se servir per proporcionar enllumenat per edificis.

### Màquines motores o motors.
Un motor elèctric és una màquina que converteix l'energia elèctrica en mecànica. Poden funcionar amb corrent de tipus continu o de tipus altern.
Des de l'any 1821, arran de la descoberta del fenomen de l'electromagnetisme pel químic danès Hans Christian Ørsted, fins al 1889 en què Michail Ossipowitsch Doliwo-Dobrowolski, electricista alemany d'origen rus, inventà el primer motor asíncron de corrent trifàsic de gàbia d'esquirol i que es va construir industrialment a partir de 1891, hi hagué una seguida de descobriments, invents i proves protagonitzada per destacats científics, tècnics i emprenedors.
Segons el tipus de corrent amb què s'alimenten, podem distingir entre : 
- Motors de corrent continu (DC en anglès)

- Inducció permanent o contínua.
- Inducció discontínua.
- Particularment trobem també:
+ Motors Lineals
+ Motors pas-a-pas
- Motors de corrent altern (AC en anglès)

- Universals
- Síncrons
- Asíncrons
El rendiment energètic dels motors elèctrics és molt superior al dels motors de combustió.

### Màquines transformadores o transformadors.

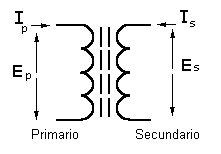
Representació esquemàtica del transformador.

L'origen del transformador es remunta a 1851, quan el físic alemany Heinrich Daniel Ruhmkorff va dissenyar la trucada bobina de Ruhmkorff, precursora dels transformadors moderns. El transformador és una màquina elèctrica freturosa de moviment que permet augmentar o disminuir el voltatge o tensió en un circuit elèctric de corrent altern, mantenint la freqüència i la potència amb un alt rendiment. Els transformadors són dispositius basats en el fenomen de la inducció electromagnètica i estan constituïts, en la seva forma més simple, per dues bobines debanades sobre un nucli tancat de ferro dolç o ferro silici. Les bobines o debanaments es denominen primari i secundari, segons corresponguin a l'entrada o sortida del sistema en qüestió, respectivament. El funcionament es produeix quan s'aplica una força electromotriu alterna en el debanament primari, les variacions d'intensitat i sentit del corrent altern crearan un camp magnètic variable depenent de la freqüència del corrent. Aquest camp magnètic variable originarà, per inducció, l'aparició d'una força electromotriu en els extrems del debanament secundari. La relació teòrica entre la força electromotriu inductora (Ep), l'aplicada al debanament primari i la força electromotriu induïda (És), l'obtinguda en el secundari, és directament proporcional al nombre d'espires dels debanaments primari (Np) i secundari (Ns) .

{\displaystyle {\frac {Ep}{Es}}={\frac {Np}{Ns}}}

La raó de transformació del voltatge entre el bobinatge primari i el secundari depèn per tant del nombre de ruletes que tingui cadascun. Si el nombre de voltes del secundari és el triple del primari. En el secundari hi haurà el triple de tensió.

{\displaystyle {\frac {Np}{Ns}}={\frac {Vp}{Vs}}}

Aquesta particularitat té la seva utilitat per la distribució d'energia elèctrica a llarga distància, en poder efectuar-se el transport a altes tensions i petites intensitats i, per tant, amb petites pèrdues. El transformador ha fet possible la distribució d'energia elèctrica a totes les llars, indústries, etc. Si no fora pel transformador hauria d'escurçar-se la distància que separa als generadors d'electricitat dels consumidors. El transformador ho trobem en molts llocs, en els llums de baix consum, carregadors de piles, vehicles, en soterranis d'edificis, en les centrals hidroelèctriques i altres generadors d'electricitat. La seva grandària pot variar des de molt petits a enormes transformadors que poden pesar més de 500 t.
Un transformador acostuma a constar de tres parts:
- Un nucli de material ferromagnètic que forma un circuit magnètic tancat.
- Un enrotllament o debanament primari al qual s'aplica un corrent elèctric.
- Un enrotllament o debanament secundari que proporcionarà un corrent elèctric de sortida. En alguns casos n'hi pot haver més d'un, de secundari.

Els transformadors tenen rendiments més alts que cap altre tipus de màquina elèctrica. Un transformador ideal no hauria de tenir pèrdues d'energia, i seria un 100% eficient. En transformadors pràctics l'energia es dissipa en els bobinats, el nucli, i les estructures circumdants. Els transformadors més grans són generalment més eficients, i els que es fan servir per la distribució d'electricitat normalment arriben a més del 98%.
Podem classificar els transformadors tenint en compte diversos criteris:
- Segons el tipus de nucli, és a dir, segons la forma del circuit magnètic: columnes, cuirassat, toroïdal, etc.
- Segons l'aplicació
  - De potència, utilitzats per a distribuir energia entre centrals generadores i subestacions transformadores; per tant, treballen en alta i mitjana tensió. Potencies entre 1 MVA i 20 MVA.
  - De distribució, utilitzats per a l'alimentació d'edificis, empreses, centres comercials,etc. Treballen amb potències menors a 1 MVA i en mitjana tensió.
  - De baixa potència, sovint utilitzats com a reductors de tensió per a fonts d'alimentació o per a funcions de seguretat.
  - De mesura i protecció, es fan servir per a reduir els nivells de tensió o corrent de manera que en sigui possible la mesura amb voltímetres i amperímetres convencionals o també per a protegir conta excessos de corrent o tensió (mitjançant relés de protecció)